# Schimbare de limbă
În lingvistica istorică și în sociolingvistică, sintagma schimbare de limbă denumește abandonarea limbii sale materne de către o comunitate lingvistică sau de către un individ în favoarea altei limbi.
Schimbarea de limbă este o urmare posibilă a contactului lingvistic și a bilingvismului pe care îl cauzează, dar numai în anumite condiții, care sunt extralingvistice. Dacă afectează o întreagă comunitate lingvistică, înseamnă totodată dispariția limbii respective ca atare. În unele cazuri, acea limbă dispare fără urmă, în altele lasă urme în altă limbă.
În perspectiva lingvisticii istorice, schimbarea de limbă este un fenomen important în formarea unor limbi. Acestea s-au format în urma unei perioade suficient de lungi de bilingvism a unei întregi comunități lingvistice. De exemplu, astfel s-a ajuns, după cucerirea teritoriilor locuite de traco-daci de către romanii vorbitori de latină, la asimilarea de către aceasta a limbii traco-dacilor deveniți bilingvi, prin schimbarea limbii lor cu cea a cuceritorilor, și la formarea limbii române. După pătrunderea slavilor pe teritoriul limbii române a urmat o perioadă de bilingvism a acestora, în urma căreia noii veniți au fost cei ce și-au schimbat limba cu cea a autohtonilor. Influențele fiind reciproce, deși diferite ca pondere, limba asimilată lasă urme în cea asimilatoare, de exemplu, în cazul românei fiind substratul (limba traco-dacilor), respectiv suprastratul (limba slavilor) ei.
Unii sociolingviști deosebesc schimbarea de limbă ca noțiune ce se referă la comunități, de pierderea limbii, pe care o rezervă procesului ce are loc la unii indivizi.
Sociolingvistica studiază schimbarea de limbă a comunităților lingvistice nu numai în trecutul îndepărtat, ci și într-o perioadă care cuprinde trecutul relativ recent și prezentul, făcând chiar previziuni referitoare la viitor. Una din direcțiile de cercetare se referă la limbile în pericol de dispariție prin schimbare de limbă. Se estimează că la începutul secolului al XXI-lea existau în lume circa 6.800 de limbi, și că până la sfârșitul secolului vor dispărea prin schimbare de limbă, după unele păreri, 90% din ele.

## Categorii de vorbitori afectați de schimbarea de limbă
Din cercetările lingvisticii istorice a reieșit că multe popoare și-au schimbat limba cu cea a unor cuceritori. A fost cazul traco-dacilor sau al galilor, care și-au schimbat-o tot cu a cuceritorilor romani. Au fost însă și cazuri inverse. Francii au cucerit Galia de nord, dar și-au schimbat limba cu cea galo-romană a autohtonilor. De asemenea, în secolul al XVII-lea, manciurienii au cucerit puterea politică în China, dar și-au abandonat limba în favoarea celei chineze.
Un alt exemplu din trecut este cel al sclavilor africani duși în America. Aceștia au adoptat, în locul limbilor lor, limba stăpânilor de sclavi, precum engleza, spaniola și portugheza, sau acestea au devenit baza unor limbi creole, cu substrat furnizat de limbile lor, cum este limba creolă haitiană, cu bază franceză.
O categorie de vorbitori care prezintă o probabilitate ridicată de a-și schimba limba este cea a imigranților.
În numeroase state trăiesc minorități lingvistice autohtone alături de o majoritate a cărei limbă este de obicei și cea oficială. Unele asemenea minorități își schimbă și ele limba în cea majoritară, ca de pildă istroromânii din Croația.

## Motivele schimbării de limbă
Schimbarea de limbă poate fi provocată de o întreagă serie de factori care nu acționează în totalitate, în mod unitar și în egală măsură în cazul fiecărei categorii de vorbitori amintite mai sus, al fiecărei comunități lingvistice și al fiecărui individ. Unii factori sunt frecvenți, esențiali și principali, alții sunt relativi, iar unul și același factor poate fi mai important într-un caz și mai puțin important în altul.
În unele cazuri, schimbarea de limbă este provocată brutal de puterea politică din stat prin persecutarea unei comunități sau chiar genocidul exercitat asupra ei. Într-un asemenea caz, schimbarea de limbă este un mijloc de autoapărare prin identificare cu altă comunitate și renunțarea la etnia proprie și la limba acesteia. Un exemplu de acest gen este cel al vorbitorilor de limbi khoisan din Africa de Sud în timpul colonizării, apoi al regimului de apartheid.
Schimbarea de limbă a unei comunități este în cele mai multe cazuri treptată, fiind un proces mai mult sau mai puțin îndelungat. Cauza principală a acestuia este faptul că comunitatea respectivă trăiește pe un teritoriu în care o altă limbă decât a ei este dominantă în comunicare din cauze istorico-politice. Este cazul unor popoare indigene din colonii sau foste colonii, în care este dominantă limba colonizatorilor, chiar dacă aceasta este minoritară în privința numărului de vorbitori față de limba sau limbile locale. Este și cazul imigranților, ale căror limbi sunt minoritare față de limba statului în care trăiesc, sau al minorităților lingvistice autohtone din țări ca cele din Europa. Asemenea comunități pot fi dezavantajate social în mai multe sensuri. Față de comunitatea dominantă pot fi lipsite total sau parțial de putere politică, mai sărace, mai puțin școlarizate, cu acces mai redus la condițiile de viață moderne. Ca urmare, în conștiința comunității dezavantajate, limba dominantă poate ajunge să aibă prestigiu, iar a ei să nu mai aibă. Limba și cultura comunității dezavantajate pot fi percepute ca o piedică în ameliorarea situației sale economico-sociale, iar limba dominantă să fie asociată cu această ameliorare. Astfel, neavând prestigiu, limba comunității dezavantajate poate ajunge să fie schimbată cu cea dominantă.
Schimbarea de limbă este favorizată de modernizare și de urbanizare. Orașele atrag oameni din diverse regiuni, cu culturi și cu limbi diferite, în aceleași spații de muncă și de trai. Pentru ei, comunicarea este o necesitate imediată, de aceea trebuie să-și însușească limba în care are loc cel mai probabil, cea dominantă. În schimb, cu cât o comunitate este mai izolată, cu atât păstrarea limbii este mai probabilă. Este, de pildă, cazul zonelor rurale.
Globalizarea este de asemenea un factor care favorizează schimbarea de limbă. Vorbitorii limbii unei comunități dezavantajate pot ajunge să prefere propriei lor limbi o limbă de mare circulație (de cele mai multe ori engleza), dacă au posibilitatea să o învețe.
Schimbarea de limbă, respectiv păstrarea ei sunt influențate și de alți factori. Unul din aceștia este numărul absolut de vorbitori ai limbii și cel relativ față de populația totală. Cu cât aceste numere sunt mai mici, cu atât schimbarea de limbă este mai probabilă. Dacă comunitatea este răspândită în comunitatea dominantă și nu concentrată, probabilitatea schimbării de limbă este de asemenea mai mare.
Alt factor este atitudinea vorbitorilor față de limba lor. Dacă aceasta nu are prestigiu în conștiința lor, este mai probabil să o schimbe. Imigranții, care trăiesc sub presiunea de a comunica în limba dominantă și eventual au o dorință mai mare de integrare în societate decât alte categorii, prezintă de asemenea o probabilitate crescută a schimbării de limbă. Însă dacă limba ei are prestigiu pentru o minoritate lingvistică, atunci caută să o păstreze.
Păstrarea limbii este favorizată dacă comunitatea are o conștiință etnică, dacă are propriile ei instituții, dacă limba ei are o varietate standard purtătoare a unei culturi scrise etc. Un mijloc de revitalizare a limbilor în pericol nestandardizate și numai orale este tocmai standardizarea lor și crearea unui sistem de scriere. Limbile minorităților lingvistice cărora le corespunde o așa-zisă „țară-mamă”, în care limba respectivă este dominantă, sunt și mai favorizate.
Situația limbilor minoritare depinde în mare măsură și de atitudinea statului în care există. Dacă acesta tinde să asimileze minoritățile, limbile lor pot fi în pericol. Dacă, dimpotrivă, într-un anumit stat se hotărăște să fie recunoscută oficial o limbă minoritară în toate funcțiile ei, atunci statutul și prestigiul acesteia cresc, reducându-se riscul să dispară.
În majoritatea statelor din Europa există limbi regionale sau minoritare recunoscute oficial. Este vorba de acele țări membre ale Consiliului Europei care au semnat și au ratificat, sau numai au semnat Carta europeană a limbilor regionale sau minoritare. Aceasta prevede luarea de măsuri în favoarea folosirii lor în viața publică, prin promovarea învățământului în aceste limbi, permiterea folosirii lor în justiție, în administrație, în mass-media publică, în domeniul cultural, în viața economică și socială. Statele părți ale Cartei adaptează la condițiile lor prevederile acesteia prin legislația pe care o adoptă. În România, de pildă, care a semnat și ratificat Carta, sunt recunoscute 20 de limbi ale minorităților naționale, iar legi care cuprind și prevederi în favoarea lor sunt, de exemplu, Constituția, Legea administrației publice locale și Legea educației naționale.

## Fazele schimbării de limbă
La începutul procesului de schimbare a limbii se află contactul între limbi, dar acesta nu are neapărat ca rezultat schimbarea de limbă. Contactul lingvistic implică de multe ori bilingvismul unei comunități lingvistice, dar nici acesta nu duce la schimbarea de limbă dacă limbile în contact au statute egale, ci numai în condițiile prezentate mai sus.
În procesul schimbării de limbă există totdeauna două stadii de monolingvism. În primul, comunitatea în cauză vorbește numai limba sa inițială, iar în al doilea – numai limba dominantă adoptată. Între cele două există o perioadă de bilingvism cu două stadii: primul cu predominanța limbii inițiale, al doilea cu predominanța limbii adoptate. Comunitatea respectivă nefiind omogenă, adică fiind compusă din generații, categorii sociale și indivizi diferiți, schimbarea de limbă nu are loc în mod unitar.
Schimbarea de limbă a unei comunități nu are aceeași durată în toate cazurile. În unele are loc în timpul unei singure generații, în altele în cursul a două sau trei generații, de pildă în cazul imigranților. În multe cazuri ale limbilor locale ale unor popoare colonizate, generația mai în vârstă, cea a bunicilor, vorbește limba locală și cunoaște doar puțin sau deloc limba dominantă. Generația de mijloc cunoaște în oarecare măsură limba dominantă și o folosește în mod predominant, iar generația mai tânără nu mai cunoaște deloc limba locală, sau foarte puțin, câteva cuvinte și expresii, precum formule de salut.
Din punctul de vedere al vitalității, limbile sunt în general plasate pe o scală de șase categorii: în siguranță, expuse la risc, pe cale de dispariție, muribunde, aproape dispărute și dispărute. Începând cu cele muribunde, limbile se caracterizează prin lipsa transmiterii de la o generație la alta. Începând cu categoria expusă la risc, în comunitate există din ce în ce mai mulți vorbitori care cunosc din ce în ce mai puțin limba inițială, la un moment considerat nivelul lor de competență fiind diferit de la un individ la altul.
Schimbarea de limbă are și un aspect funcțional, adică limba inițială este folosită în domenii din ce în ce mai puține. În unele cazuri mai este folosită numai în satul natal, în altele numai în familie, până a mai fi cunoscute numai unele formule, proverbe, cântece sau glume. Există cazuri în care limba mai este folosită numai în practici religioase și rituale, fiind percepută ca sacră. Deseori se memorează texte în acea limbă, dar în final se ajunge să fie reținute fără a mai fi înțelese. Până la urmă limba dispare odată cu decesul ultimului său vorbitor.